# 敦賀市総合運動公園
敦賀市総合運動公園（つるがしそうごううんどうこうえん）は、福井県敦賀市沓見にある運動公園。

## 概要
体育館、陸上競技場、野球場、多目的グラウンド、テニスコートなどのスポーツ施設の他に、子ども向けの遊戯施設などを備える総合運動公園である。休日には多くの家族連れで賑わう。

## 施設
- 体育館
- 陸上競技場
- 野球場
- 多目的広場（グラウンド）
- テニスコート
- ゲートボール場
- 弓道場
- プール（屋内）
  - トレーニングルーム
- 修景池芝生広場
- ローラー滑り台
- ちびっこゲレンデ
- ちびっこ広場

## 施設概要

### 体育館[1]
- 第1競技場（バスケットボール2面分）、固定観覧席：1,682席、移動観覧席：882席、走路
- 第2競技場（バスケットボール1面分）
- 研修室

### 敦賀市総合運動公園陸上競技場[1]
- 日本陸上競技連盟第3種公認
- トラック：400m×8レーン（全天候型）
- フィールド:人工芝
- メイン・盛土スタンド11,000人
- 付属施設：放送室、器具庫、ロッカー室、競技運営室、シャワー室、会議室、記録室、写真判定装置

### 野球場[1]
- 両翼97・5メートル、中堅122メートル
- グランド面積19,000平方メートル
- メイン・サブ・盛土スタンド15,000人
- 磁気反転式スコアボード

ベースボール・チャレンジ・リーグに所属する福井ミラクルエレファンツが公式戦を開催していた。2020年より運営会社と名称を変更した福井ワイルドラプターズは初年度は試合を開催しなかったが、2021年度は2試合開催された。日本海オセアンリーグに所属リーグが変わり、福井ネクサスエレファンツとなる2022年も福井ホーム1試合（ほかにセントラル開催方式による他球団ホームが1試合）が開催された。しかし、同年シーズンをもって福井球団は活動を休止した。

## アクセス

### 公共交通機関
- 敦賀駅より敦賀市コミュニティバス「市街循環線」「中央線」にて運動公園東口または西口下車、徒歩3分

### 自家用車
- 北陸自動車道敦賀ICより15分（国道8号から国道27号経由）

## 周辺
- 敦賀気比高等学校
- 敦賀市立看護大学
- 敦賀自動車学校